# Kaiser Wilhelm Museum
Le Kaiser Wilhelm Museum est un musée d'art à Krefeld, en Allemagne.

## Histoire
Le Kaiser Wilhelm Museum est logé dans un bâtiment imposant construit en 1897 puis agrandi en 1912 par l'architecte Hugo Koch. Avec deux autres bâtiments, des pavillons modernes situés 91-97 Wilhelmshofallee, Haus Lange et Haus Esters, dessinés par Ludwig Mies van der Rohe en 1927, il forme l'ensemble des Kunstmuseen Krefeld (musées d'art de Krefeld).

## Collections
Le fonds est constitué d'environ 14 000 pièces, tableaux, sculptures, affiches, photographies et nouveaux médias.